# Henry Du Mont
Henry Du Mont (Looz, 1610 – Parigi, 8 maggio 1684) è stato un musicista e compositore belga.
Henry de Thier (rinominatosi poi Henry Du Mont o Henri Dumont), figlio di Henry de Thier e di Elisabeth Orban, nacque a Looz, Borgloon, nei pressi di Hasselt, ma trascorse la maggior parte della sua vita a Parigi, dove morì, alla corte del Re Luigi XIV, il Re Sole.

## Biografia
Quando la famiglia si trasferì a Maastricht fece parte con il fratello Lambert (anch'egli musicista) delle voci bianche del coro della Basilica di Notre Dame. Seguì poi, con molto profitto, gli studi musicali e divenne quindi organista della stessa Basilica a soli 19 anni, per poi perfezionarsi nel Principato di Liegi sotto la guida di Léonard de Hodémont (1575 - 1639), dal quale assorbì diverse tendenze della musica italiana.

Nel 1638 si stabilì a Parigi, dove assunse il ruolo di organista nella chiesa di Saint Paul. Fu in tale occasione che, per facilitare la sua carriera in Francia, cambiò il suo cognome in Du Mont, che, fra l'altro, è la traduzione francese del suo cognome vallone.

Nel 1652 entrò a corte come cembalista di Filippo I di Borbone-Orléans, Duca d'Anjou, fratello di Luigi XIV. Nel medesimo anno pubblicò una raccolta di mottetti intitolata "Cantica sacra", che risultò essere la più ricca nella storia della musica francese.

Nel 1660 passò al servizio della giovane Regina Maria Teresa e tre anni dopo fu nominato Maestro della Cappella Reale, ottenendo inoltre la carica di vice-maestro di musica del Re, assieme a Pierre Robert. Quindi, nel 1672 divenne Compositore di musica della Cappella e, nel 1673, Maestro di musica della Regina.
Lasciò tutti questi incarichi nel 1681-1682 all'età di 72 anni.
Du Mont aveva sposato nel 1652 Mechthilda Loyens, figlia del Borgomastro di Maastricht. Rimasto vedovo gli fu concesso l'importante beneficio dell'Abbazia di Silly, presso Lisieux in Normandia, di cui fu abate. Nel 1683, dunque, dimettendosi dalle sue funzioni presso la Cappella Reale (Pierre Robert fece altrettanto), andò in pensione, ma non ne beneficiò per molto tempo:  l'8 maggio dell'anno seguente, infatti, si spense a Parigi.

Fu assai apprezzato dal Re Sole e da Jean Baptiste Lully, il quale si ispirò molto al suo stile nel comporre i suoi grandi mottetti.

## L'Opera
È essenzialmente religiosa e comprende quasi cento piccoli mottetti a 2 e 4 voci, raccolti in cinque libri. Essi costituiscono l'archetipo del mottetto francese, di cui insigni continuatori furono François Couperin e J. B. Lully. Du Mont è stato comunque uno dei primi compositori in Francia ad impiegare il basso continuo e a scriverlo separatamente. Salvo qualche canzone e qualche brano musicale contenuti nel volume "Mélanges à II, III, IV e V parties, avec la basse continue" del 1657, l'opera di Henry Du Mont è fondamentalmente sacra. Pubblicò in successione:
- 1652 - Cantica sacra
- 1657 - Mélanges à II, III, IV e V parties et Basse Continue
- 1663 - Arie a 4 parti e basso continuo... su parafrasi dei Salmi
- 1668 - Mottetti a 2 voci con basso continuo
- 1670 - Cinque Messe in canto pieno musicale (Ristampate nel 1701 con il nome di "Messe Reali")
- 1681 - Mottetti a due in III e IV parti, per voce, strumenti e basso continuo

Nel 1686, dopo la sua morte, l'editore Ballard pubblicò  in parti separate la più importante di tutte le sue raccolte di mottetti: "Mottetti per la Cappella del Re, messi in musica dal Signor Du Mont, abate di Silly e Maestro di musica di detta Cappella. Stampato per espressa volontà di Sua Maestà."

Inoltre, la Biblioteca nazionale, a Parigi, conserva qualche manoscritto, fra cui si distingue particolarmente il "Dialogus de Anima" a 5 voci, uno dei capolavori religiosi di Du Mont e che è il solo vero oratorio da lui composto.

## La Musica
La raccolta di mottetti "Cantica sacra", pubblicata nel 1652, comprende mottetti per 1, 2, 3 o 4 solisti con strumenti e basso continuo. Questo genere di musica religiosa costituì una novità in Francia. Ciò che apparve particolarmente innovativo non fu tanto l'uso del basso continuo, forma che era già stata sfruttata in passato, quanto l'uso di voci soliste con strumenti concertanti adottato per brani di musica sacra e, in particolare, il piccolo mottetto a 1 o 2 voci.

Du Mont introdusse numerose altre novità e i suoi grandi mottetti preannunciano quelli che comporrà per la Cappella di Versailles. Introdusse anche forme musicali ad effetto di provenienza italiana, quali i vocalizzi e gli echi. Persino il genere "Oratorio" fu da lui impostato con dei dialoghi di mottetti, e così anche lo stile recitativo. Quanto all'uso del basso continuo nei mottetti, se Du Mont non ne fu l'iniziatore in Francia, fu comunque il primo a pubblicarlo in una partitura separata,  il che contribuì a diffonderne l'impiego.

I suoi Grandi Mottetti per la Cappella Reale, pubblicati nel 1686, riuniscono tutte le forme sperimentali impiegate nei mottetti precedenti. Da notare che i mottetti di Du Mont vennero regolarmente eseguiti in Francia nelle Parrocchie sino agli anni 1730-1740, e cioè 60 anni dopo la sua scomparsa.
Le cinque Messe, chiamate poi "Messe Reali", sono sopravvissute sino alla metà del XX secolo (prima del Concilio Vaticano II), sebbene lascino intravedere poco di quella genialità che Du Mont seppe esprimere nei mottetti. Tuttavia, in certi luoghi di culto cattolico, si può sempre ascoltare una delle sue Messe Reali (ad esempio nella chiesa di S. Eugenio e S. Cecilia a Parigi), in occasione di grandi solennità religiose. Anche certi mottetti vengono a volte ancora eseguiti.

## I Grandi Mottetti
I Grandi Mottetti di Du Mont furono concepiti per la Cappella Reale di Versailles e sono i primi del genere. Non sono organizzati in una successione di movimenti definiti che utilizzano ciascuno una tematica e una tonalità (questo avverrà più tardi con Lully e poi con Rameau); inoltre i versetti non terminano con la doppia barra di "fine" (contrariamente a quanto dicono gli editori moderni). Du Mont, invece, fa seguire dei gruppi di misure dal carattere particolare, che si succedono e si legano in una continua cura del contrasto. Ciò si avverte anche nel concatenamento degli elementi esecutori (solisti, gruppi di solisti, piccolo coro, grande coro, orchestra), che si uniscono, si sfalsano, si disperdono per poi ricongiungersi. Anche le voci soliste rientrano nel coro alla fine del loro intervento.

Il complesso a 5 voci, tipico del mottetto francese, resterà  tale sino al XVIII secolo. Si noti poi che Du Mont, per i suoi grandi mottetti, impiegava due parti per violino e due per viola da gamba. Quest'uso è infatti tipico dei compositori nord-europei, mentre Lully utilizzava una parte per il violino e tre per la viola.
- Nota sull'accordo: è il mesotonico, il cui uso prevalse in Francia sino alla fine del Settecento, specie nella musica per organo, cioè religiosa. Del resto Du Mont era organista e le sue composizioni sono religiose.
- Nota sulla strumentazione: nell'orchestra dei Grandi Mottetti compaiono la tiorba e il cembalo (e anche il Grande organo), assieme ai violini e alle viole da gamba.

## Discografia
- Mottetti per la Cappella del Re. (La Chapelle Royale)
- Mottetti per voce solista. (Ricercar Consort)
- Mottetti e dialoghi. (Les Talents lyriques)
- Litanie della Vergine. (Ensemble Dumont)
- A fairly extensive discography